# Frederik Riise
Pour les articles homonymes, voir Riise.
Frederik Riise, né le 8 décembre 1863 à Saint Thomas (Îles Vierges) et mort le 11 janvier 1933 à Gentofte, est un photographe danois qui a particulièrement travaillé à Copenhague.